# منطقه کلانشهری نشویل
ناشویل منطقه متروپولیتن (به انگلیسی: Nashville metropolitan area) یک منطقه کلان‌شهری و منطقه آماری کلان‌شهری در ایالات متحده آمریکا است که در تنسی واقع شده‌است. ناشویل منطقه متروپولیتن ۱٬۹۰۳٬۰۲۷ نفر جمعیت دارد.